# Claire Madden
Pour les articles homonymes, voir Madden.
Claire Madden (14 octobre 1905 - 15 octobre 1998) est une bibliothécaire, féministe et activiste politique irlandaise.

## Jeunesse
Claire Madden est née Kathleen May Delacheroise Madden à Boley Maison, Coolattin dans le comté de Wicklow, le 14 octobre 1905. Elle est la fille aînée et le deuxième enfant d'un couple d'enseignants Thomas et May Madden (née Glynn). Elle a un frère aîné, Tom, et une jeune sœur Mabel Anne Constance. C'est le second mariage de son père ; elle a 7 demi-frères et sœurs plus âgés qui semblent avoir coupés tout contact avec leur père. Elle est élevée protestante mais s'est plus tard converti au catholicisme, et s’intéresse à la langue irlandaise et à l'étude de l'histoire irlandaise. La famille vit dans le comté de Galway, avant de déménager à Stockport, Cheshire, où ses parents dirigent une petite école privée. Madden et deux de ses frères et sœurs ont été éduqués par leurs parents, avec l'accent sur les classiques et la musique.

## Carrière
Madden a travaillé pour un certain nombre d'années dans une bibliothèque publique en tant que bibliothécaire à Stockport. Elle s'installe à Londres avec sa mère et sa sœur et travaille pour le London Library Service à Willesden avant de devenir directrice de succursale. Elle excelle dans sa profession et devient fellow of the Royal College of Librarians. Elle est érudite et collectionne les livres. Sa propre bibliothèque conserve une grande quantité d'ouvrages se rapportant à des sujets classique, en rapport avec l'Irlande ou bien avec la littérature.
Elle est une nationaliste irlandaise et une sympathisante du Sinn Féin dès les années 1920. Elle devient membre du Parti communiste de Grande-Bretagne (CPGB) dans les années 1930, ainsi que d'un certain nombre d'organisations féministes. Elle suit les principes du  Six Point Group à partir des années 1930. Madden tombe enceinte en 1938 et se rend à Dublin, afin de rester avec un ami jusqu'à la naissance de sa fille Etain le 8 janvier 1939. À partir des années 1940, Madden est impliquée avec le CPGB et est secrétaire du Six Point Group.
Madden démissionne du service de la bibliothèque lorsqu'un homme moins qualifié est promu avant elle. Elle prend le rôle de bibliothécaire au Daily Worker (actuel The Morning Star), un poste qu'elle occupe jusqu'aux années 1960. En continuant à travailler avec le du Six Point Group, elle supervise un certain nombre de publications, déclarations et lettres à la presse. Vers la fin des années 1940, Madden s'est intéressé au "vote couplé", une idée promue par George Bernard Shaw. Dans ce type de vote, les candidats sont couplés avec un homme et une femme, plutôt que des individus, résultant dans l'égalité des sexes au parlement. Madden échange des lettres avec Shaw sur le sujet, et il l'encourage à publier une brochure sur le sujet. La brochure, publiée par le Six Point Group, est longuement citée dans l'autobiographie de Dora Russell et dans une préface d'une des pièces de Shaw.
Madden a conduit un certain nombre de délégations du CPGB en Russie dans les années 1950 et 1960. Elle voyage et visite l'Irlande avant d'aller acheter un chalet à Galway. Elle devient une membre active de la Connolly Association, soutenue par C. Desmond Greaves, et a été membre du Sinn Féin. Elle écrit les articles pour An Phoblacht, le journal du Sinn Féin, en particulier sur le thème de l'unité de l'Irlande, ainsi que sur la critique féministe sur des questions irlandaises et sur des études de la condition des femmes dans l'histoire ancienne irlandaise. À la suite de cette dernière étude, elle suit la tradition irlandaise des femmes qui ne prennent pas le nom de leur mari après le mariage.

## Fin de vie
Madden vit au 75 Bedford Road, East Finchley jusqu'à sa mort le 15 octobre 1998. La Women's Library de Londres conserve ses correspondances ainsi que les dossiers du Six Point Group. Elle survit à sa fille et a fait don de sa collection d'estampes à ce qui deviendra le musée irlandais d'art moderne en 1989.